# Tomopteropsis cerdai
Tomopteropsis cerdai là một loài bọ cánh cứng trong họ Cerambycidae.